# Sette giorni all'altro mondo
Pour plus de détails, voir Fiche technique et Distribution.
Sette giorni all'altro mondo est un film italien réalisé par Mario Mattoli, sorti en 1936.

## Fiche technique
- Titre : Sette giorni all'altro mondo
- Réalisation : Mario Mattoli
- Scénario : Mario Mattoli d'après la pièce d'Aldo De Benedetti
- Photographie : Arturo Gallea
- Montage : Fernando Tropea (en)
- Musique : Franco Casavola
- Pays d'origine : Royaume d'Italie
- Format : Noir et blanc - 1,37:1 - Mono
- Genre : comédie
- Durée : 66 minutes
- Date de sortie : 1936

## Distribution
- Armando Falconi : Mr Armando Sormani
- Mimì Aylmer (it) : Mme Luisa Sormani
- Enrico Viarisio : Cesare Rosselli
- Leda Gloria : Elena Santarelli
- Camillo Pilotto : Anselmo Moschettoni
- Vanna Vanni : Laura
- Franco Coop : détective privé se faisant passer pour un patient
- Nietta Zocchi : infirmière
- Emilio Petacci : Francesco
- Virgilio Riento : l'homme dans le train
- Guglielmo Barnabò : un patient